# Didymuria violescens
Didymuria violescens är en insektsart som först beskrevs av Leach 1814.  Didymuria violescens ingår i släktet Didymuria och familjen Phasmatidae. Inga underarter finns listade i Catalogue of Life.